# Lego Fortnite
Lego Fortnite (estilizado en mayúsculas) es un videojuego de supervivencia en mundo abierto, desarrollado y publicado por Epic Games en asociación con The Lego Group. Fue lanzado el 7 de diciembre de 2023 para Android, Nintendo Switch, PlayStation 4, PlayStation 5, Windows, Xbox One y Xbox Series X/S. Se puede acceder al juego y jugarlo desde la aplicación del juego Fortnite. Actualmente cuenta con dos modos de juego oficiales desarrollados por Epic: Lego Fortnite Odyssey (anteriormente Lego Fortnite, basándose en la supervivencia en mundo abierto) y Lego Fortnite: Brick Life (añadido el 12 de diciembre de 2024, y basándose en un estilo de juego roleplay en una ciudad)

## Gameplay
Antes de ingresar, los jugadores pueden seleccionar la opción del modo de juego Lego Fortnite mientras se encuentran en el lobby. Al hacerlo, el atuendo existente del jugador, si es compatible, se convertirá en una minifigura. Luego pueden seleccionar un mundo, con algunas opciones que incluyen activar o desactivar el hambre, mobs hostiles y morir, además de tener la capacidad de invitar hasta ocho jugadores en un solo mundo. Una vez hecho esto y comenzado el juego, los jugadores pueden deambular por el mapa y recolectar materiales, como madera, golpeando árboles, y al mismo tiempo pueden construir edificios y herramientas. También tendrán que estar atentos a las turbas enemigas, si esta opción está activada, como arañas, lobos y esqueletos. Cuando reciben daño, los jugadores pueden curarse a sí mismos consumiendo elementos como calabazas, maíz, huevos, frambuesas, carne, etc. Las luciérnagas también aparecerán de vez en cuando y no podrán ser atrapadas debido a su velocidad. En cambio, los jugadores pueden seguirlos, lo que les llevará a descubrir cofres y botín de llamas, estas últimas explotarán con objetos después de ser acariciadas.

### Mecánica de pesca
Con la introducción de la actualización "Gone Fishin'" en febrero de 2024, los jugadores de Lego Fortnite ahora están inmersos en un aspecto completamente nuevo del juego centrado en la mecánica de pesca y la exploración. En esta actualización, los jugadores ahora pueden participar en actividades de pesca para recolectar una amplia gama de vida acuática. La actualización trae 15 tipos diferentes de peces al juego, incluidas variantes legendarias. Estos peces se pueden encontrar en varios biomas y condiciones climáticas, lo que anima a los jugadores a explorar el extenso mundo de Lego Fortnite en busca de capturas raras.
Para facilitar la experiencia de pesca, se han introducido varias herramientas y elementos nuevos. La caña de pescar, el procesador de alimentos, el cubo para cebo y el catalejo se encuentran entre las adiciones notables. La caña de pescar permite a los jugadores lanzar sus líneas al agua y pescar sus capturas, mientras que el procesador de alimentos les permite convertir sus peces en recursos valiosos como filetes de pescado. Además, Bait Bucket mejora el proceso de pesca al atraer peces a lugares específicos, lo que aumenta las posibilidades de capturas exitosas. El catalejo, por otro lado, ayuda en la exploración al permitir a los jugadores explorar áreas y puntos de referencia distantes. Los jugadores pueden crear diferentes niveles de cañas de pescar y cubos de cebo utilizando bancos de elaboración y materiales específicos. La rareza de estos artículos determina su efectividad en los esfuerzos de pesca, con cañas y cubos de nivel superior que ofrecen rendimiento y capacidades mejorados. Al reunir los materiales necesarios y utilizar bancos de artesanía, los jugadores pueden personalizar su equipo de pesca para adaptarlo a sus preferencias y estilos de juego.

### Mecánica de conducción
El 26 de marzo de 2024, se lanzó una actualización llamada "Mechanical Mayhem". La actualización permitió a los jugadores conducir vehículos. Se lanzaron tres vehículos: The Speeder, Offroader y Hauler.

### Actualización de la Tormenta
El 9 de diciembre de 2024, se lanzó una actualización llamada Hunter Storms donde se cambiaba completamente la forma de jugar al videojuego, además de añadir un nuevo bioma, nuevos enemigos, y nuevas armas.

## Desarrollo
El 7 de abril de 2022, Epic Games anunció que se había asociado con The Lego Group y, aunque los detalles eran escasos, las dos compañías estaban trabajando en la creación de un " metaverso " diseñado para audiencias más jóvenes. Como resultado, la empresa matriz de Lego, Kirkbi A/S, invirtió mil millones de dólares en Epic Games.
Un año después, el 21 de noviembre de 2023, Lego subió un adelanto a Twitter en el que presentaba la Supply Llama del juego hecha con ladrillos Lego, confirmando así que la colaboración estaba en marcha.
Más de 1200 conjuntos de Fortnite se convirtieron en minifiguras de Lego durante el lanzamiento original del juego,y Epic Games confirmó que habría más en camino a principios de 2024.
El 20 de diciembre de 2023, la personalidad de YouTube MrBeast se convirtió en la primera persona con un atuendo de Icon Series en el juego en recibir un estilo Lego, que se relanzó en la Tienda de artículos ese mismo día.

### Asociación de las Islas Lego
En la GDC de 2024, Epic Games y The LEGO Group revelaron planes para que los creadores de Fortnite utilicen elementos LEGO, estilos LEGO y otros activos de la marca LEGO en Unreal Editor para Fortnite (UEFN) y Fortnite Creative. Esta innovadora integración permite a los creadores publicar sus propias islas LEGO, fomentando la creatividad y la imaginación entre jugadores de todas las edades. Para garantizar un entorno de juego seguro, todas las islas LEGO publicadas deben cumplir con pautas estrictas, incluidas las clasificaciones ESRB de E10+ para accesibilidad en los Estados Unidos y clasificaciones PEGI de 7 para accesibilidad en la mayor parte de Europa. Además, todas las islas LEGO utilizan controles parentales y funciones de seguridad de Epic Games para proteger a los jugadores de todas las edades.

## Liberar
La vista previa del juego se reveló por primera vez durante el evento The Big Bang el 2 de diciembre de 2023, hasta el día siguiente, junto con otros dos modos de juego próximos, Rocket Racing y Fortnite Festival, y el juego se lanzará el 7 de diciembre. de 2023, para la mayoría de las plataformas compatibles con el juego base.
Tras su lanzamiento, el juego alcanzó más de 2,4 millones de usuarios simultáneos, convirtiéndose en el modo de juego más popular, al superar el número de jugadores de Battle Royale, Rocket Racing, Fortnite Festival y Save the World.

## Recepción
El juego ha recibido críticas generalmente positivas de los críticos, sin embargo, ha generado fuertes comparaciones con Minecraft, otro juego sandbox que implica la elaboración de elementos.
Phil Hornshaw de IGN le dio una calificación de 7/10, diciendo que aquí había "una base sólida que el desarrollador Epic Games seguramente desarrollará con el tiempo" y señaló que se sentía "algo vacío en el lanzamiento", y continuó abordando sus aspectos de construcción "delgados" y la falta de objetivos reales. 
James Herd de Destructoid también mencionó al público objetivo del juego, creyendo que el modo se creó para evitar algunas preocupaciones sobre la violencia de los otros modos preexistentes.